# 八木沼悟志
八木沼悟志（日语：／ Yaginuma Satoshi，1975年10月29日—），日本音樂家、音樂製作人。音樂組合fripSide、ALTIMA鍵盤演奏者。出身於千葉縣浦安市。株式會社p.m.works代表。
通稱Sat（サト），參與其他藝術項目時常以Satoshi Yaginuma名義參加。在成人遊戲公司Lapis lazuli擔當PC遊戲的綜合制作。

## 人物
三岁开始弹钢琴，小学加入吉他俱乐部。中学时期受TM NETWORK影响购买了合成器，经常观看TM NETWORK的演出，并且自己作曲，用多轨录音机录制。还喜欢快节奏的歌曲，经常以双倍的速度收听广播中的音乐。

## 作品
fripSide的作品請參照該專頁。
● … 單曲　● … C/W曲　● … 專輯曲

### ALTIMA
| 發售日        | * | 標題              | 收錄CD                    |
| 2011年12月7日 | ● | I'll believe      | 單曲「I'll believe」      |
| 2011年12月7日 | ● | -Indefinitely-    | 單曲「I'll believe」      |
| 2012年2月29日 | ● | ONE               | 單曲「ONE」               |
| 2012年2月29日 | ● | WISH i WISH       | 單曲「ONE」               |
| 2012年7月25日 | ● | Burst The Gravity | 單曲「BURST THE GRAVITY」 |
| 2012年7月25日 | ● | CYBER CYBER       | 單曲「BURST THE GRAVITY」 |
| 2014年1月29日 | ● | Fight 4 Real      | 單曲「Fight 4 Real」      |
| 2014年1月29日 | ● | NORADRENALINE     | 單曲「Fight 4 Real」      |

### 樂曲提供
| 歌手       | 發售日         | * | 標題                       | 收錄CD                             |
| IKU        | 2009年3月25日  | ● | 悲しい星座                 | 專輯「ユアウエア」                 |
| ELISA      | 2011年2月16日  | ● | Light To Unite             | 專輯「Lasei」                      |
| RO-KYU-BU! | 2011年8月17日  | ● | SHOOT!                     | 單曲「SHOOT!」                     |
| RO-KYU-BU! | 2011年10月5日  | ● | You&I                      | 專輯「pure elements」              |
| RO-KYU-BU! | 2013年7月10日  | ● | Get goal!                  | 單曲「Get goal!」                  |
| KOTOKO     | 2012年5月16日  | ● | →unfinished→               | 單曲「→unfinished→」               |
| KOTOKO     | 2013年11月20日 | ● | frozen fir tree            | 專輯「空中パズル」                 |
| spoon      | 2012年5月23日  | ● | Silverlight                | 單曲「Silverlight」                |
| 井口裕香   | 2013年2月6日   | ● | Shining Star-☆-LOVE Letter | 單曲「Shining Star-☆-LOVE Letter」 |

## 外部連結
- （日語） sat@fripSideの-273.15℃的blog，網誌。
- 八木沼悟志的X（前Twitter）